# Cucina tagika
La cucina tagika comprende le abitudini culinarie del Tagikistan, in particolare del popolo tagiko. Collocata all'interno della più ampia cucina dell'Asia centrale, essa trae spunto dalle cucine del subcontinente indiano, del Medio Oriente e delle steppe eurasiatiche.

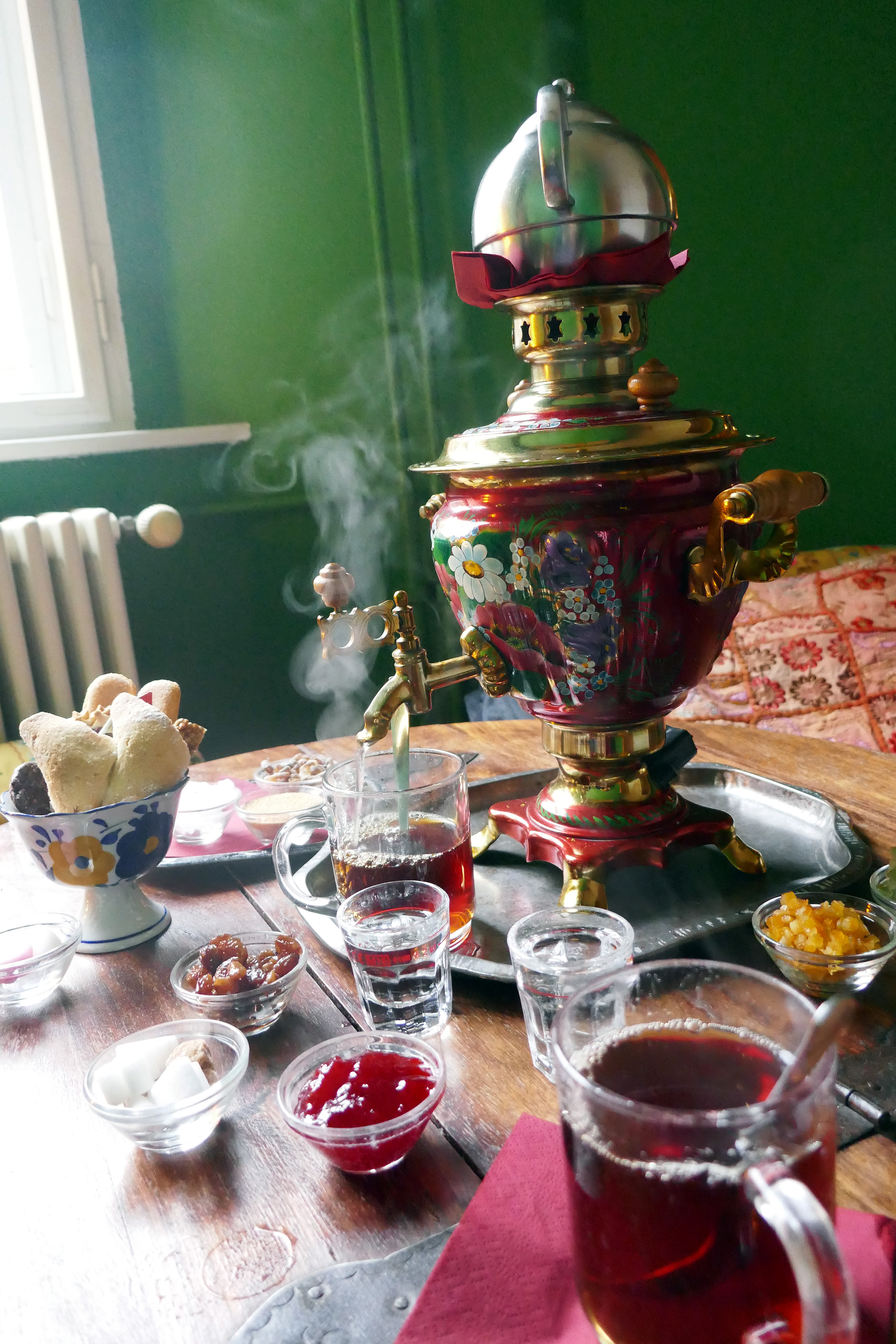
La classica cerimonia del tè

## Caratteristiche principali
Seppur variando sensibilmente a seconda della regione che si prende in considerazione, in tutto il Tagikistan la cucina è basata sul consumo di agnello, riso, pasta fresca e pane. In quanto un paese islamico, la carne di maiale è praticamente inesistente, e a differenza del vicino Kirghizistan non vi è nemmeno la carne di cavallo.
L'ospitalità è parte integrante della cultura tagika: i pasti, in particolare la cena, possono durare diverse ore. In questi frangenti della giornata le famiglie si riuniscono e parlano di eventi in corso, di lavoro e di altri argomenti. Le porzioni sono solitamente abbondanti per gli ospiti, e i tagiki si offendono molto facilmente se questi non mangiano qualcosa offertagli. Generalmente ad inizio pasto si è soliti offrire del tè verde con del non, il pane tradizionale dell'Asia centrale. Può seguire poi una zuppa di carne e verdure oppure della pasta fatta in casa, le quali precedono la portata principale, solitamente il pilov, un piatto di riso, carne speziata e verdure che presenta numerosissime varianti a seconda del luogo e dei gusti. Il pasto si conclude generalmente con della frutta o con dell'abbondante tè, specie nelle stagioni più calde.

## Piatti principali

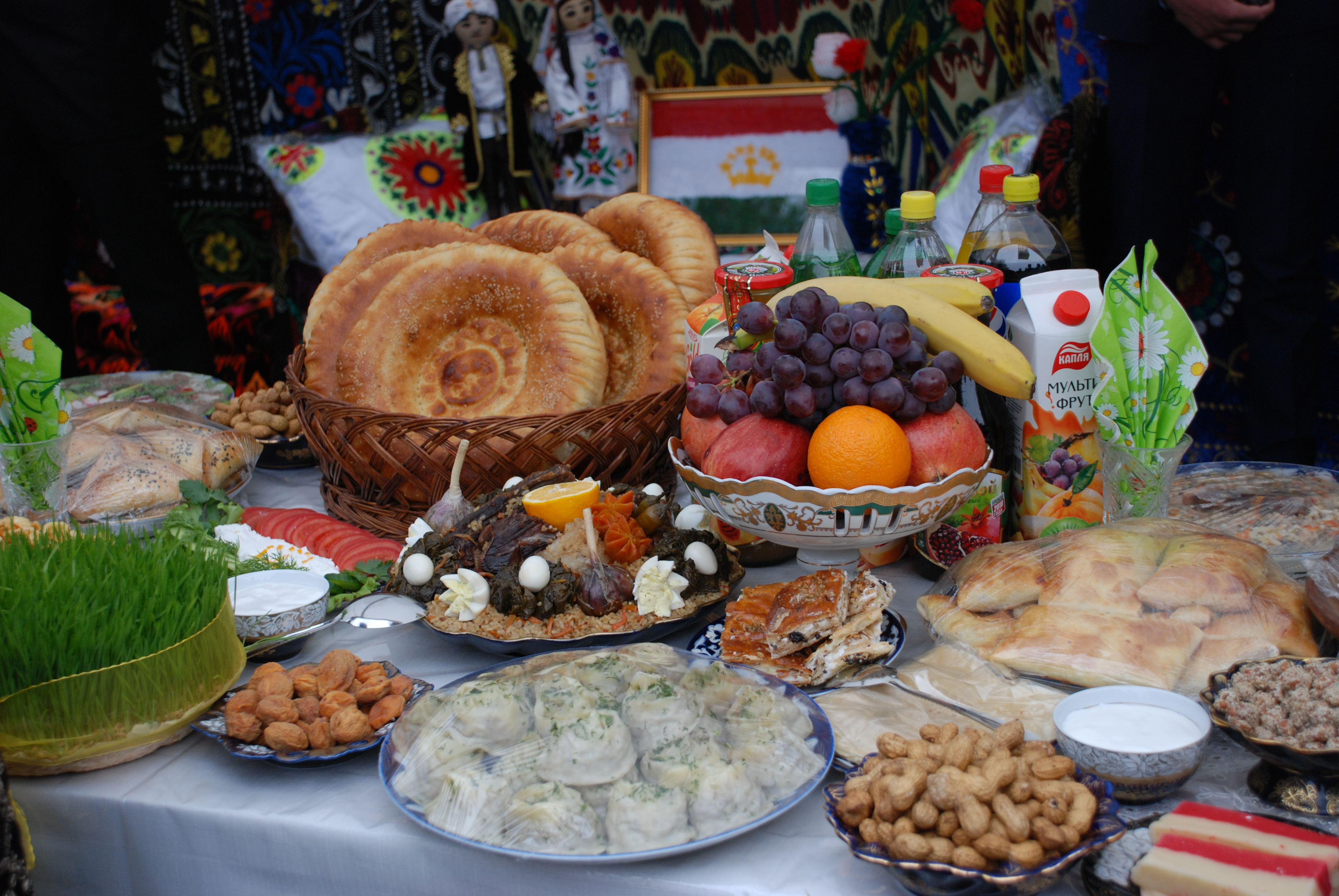
Primizie tagike

Il plov, conosciuto genericamente come pilaf, è un piatto di riso preparato con rapa gialla o carota grattugiata e pezzi di carne, tutti fritti insieme in olio vegetale o grasso di montone in un particolare qazan (una caldaia a forma di wok) sopra una fiamma aperta. É il piatto più popolare della cucina tagika.

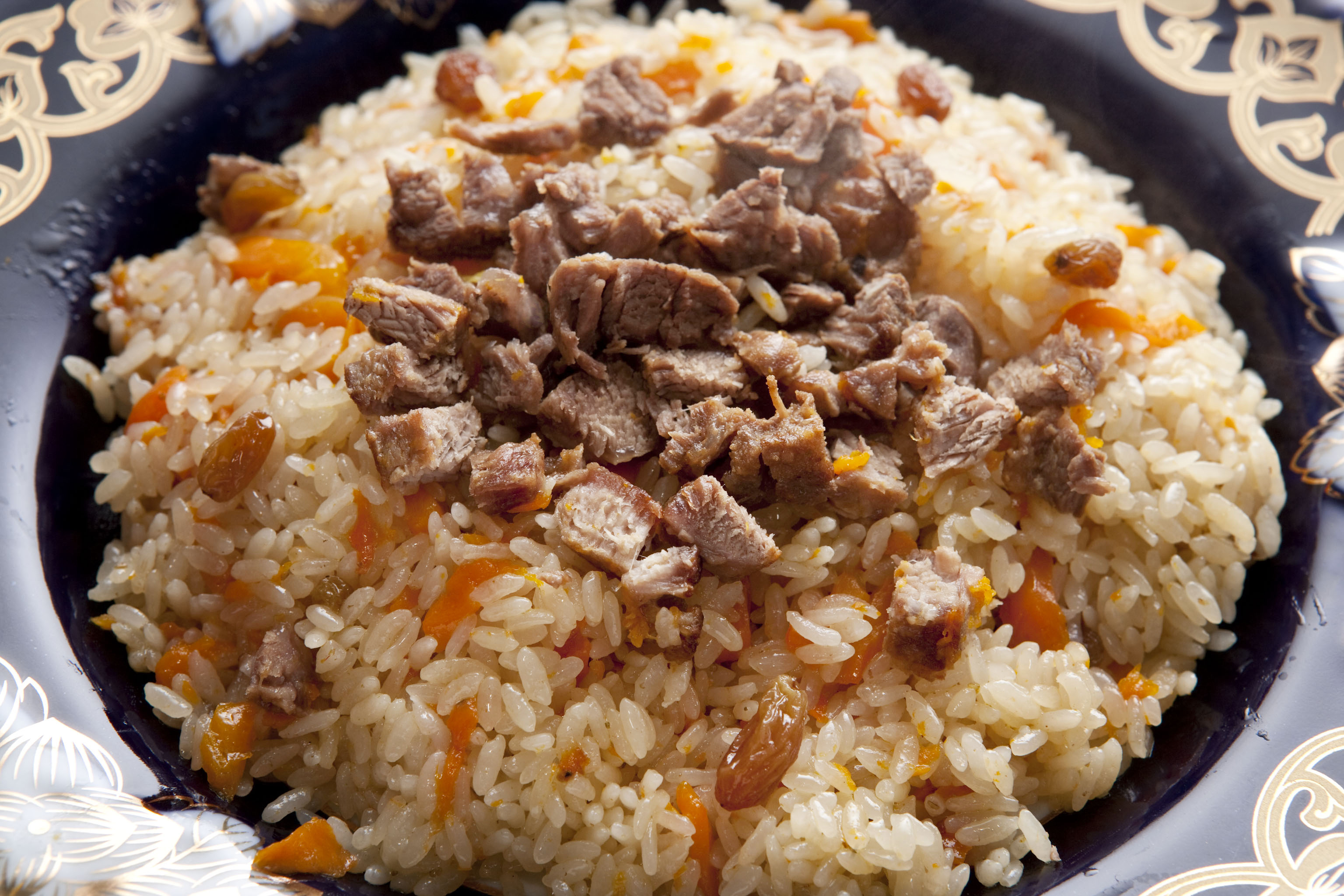
Plov tagiko

Tra i piatti di pasta più diffusi in Tagikistan troviamo i beljaš, i manty e i tušbera, dei fagottini ripieni di carne che possono essere conditi con aceto, smetana o burro, oppure immersi in una zuppa. Spesso se ne trova la variante fritta. I sambusa sono invece dei tortini ripieni di carne e cotti nel classico forno tandyr, mentre i nišollo, tipici durante il Ramadan, sono dei dolci fatti con albume strapazzato, zucchero e liquirizia. I tagiki preparano inoltre il nahud šavla, un porridge di ceci, nonché diverse zuppe a base di fagioli e latte e l'oši sijo chalav, una zuppa a base di erbe aromatiche. Un altro tipo di pasta sono i tuchum barak, dei ravioli ripieni di uova e conditi con olio di sesamo, mentre il čakka è un tipo di yogurt aromatizzato alle erbe, spesso consumato con del pane basso. Tra i piatti di carne tipici tagiki ricordiamo il nahot, uno stufato di carne di montone con i ceci.
Il qurutob è fatto con scaglie di qurut sciolte in acqua. Lo si può spalmare sul pane oppure usarlo come condimento per i laghman, delle tagliatelle servite in una zuppa di montone. Un altro derivato del latte è il kaymak, una crema densa utile per accompagnare il pane.

## Consuetudini

### La cultura del tè
Come in tutti i paesi asiatici, anche in Tagikistan il rituale del tè è parte integrante della cultura autoctona. È consuetudine che il membro più giovane della famiglia serva del tè verde agli altri commensali, tuttavia il padrone di casa può servirsi da solo in forma di rispetto nei confronti degli ospiti. Solitamente ci si serve della mano destra, e quando il tè è fresco lo si mescola e lo si riversa nella teiera per due volte, in modo da facilitarne il processo di fermentazione. Gli aksakal sono dei commensali speciali ai quali sono riservati dei posti a tavola ben definiti. Per tradizione essi danno inizio e concludono il pasto, e di solito spetta a loro gestire la conversazione.
Come nel resto dell'Asia centrale, anche in Tagikistan vi sono le čajchana, le tradizionali sale da tè della regione.

### Le ašchana
Le ašchana sono i tradizionali ristoranti tagiki che servono solitamente pilov o kebab. A differenza dei locali occidentali, esse presentano dei tavoli bassi e rotondi ai quali ci si siede su tappeti o cuscini. Nella stagione estiva le portate vengono servite in piccoli giardini particolarmente curati oppure nelle vigne.